# Temminck-Altwelt-Fruchtfledermaus

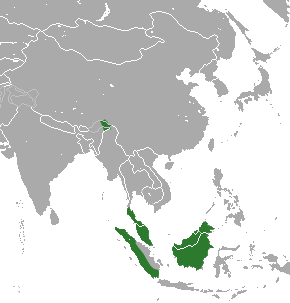
Verbreitungsgebiet der Temminck-Altwelt-Fruchtfledermaus

Die Temminck-Altwelt-Fruchtfledermaus (Megaerops ecaudatus) ist ein Fledertier in der Gattungsgruppe der Kurznasenflughunde. Sie wurde ursprünglich der nicht mehr gültigen Gattung Pachysoma zugeordnet.

## Merkmale
Mit einer Kopf-Rumpf-Länge von 65 bis 84 mm, einer Unterarmlänge von 50 bis 58 mm und mit einem Gewicht von 22 bis 28 g entspricht die Art in der Größe den anderen Vertretern der Gattung Megaerops. Die Hinterfüße sind 9 bis 11 mm lang, ein Schwanz fehlt und die Länge der Ohren beträgt 13 bis 18 mm. Weibchen sind durchschnittlich 5 Prozent größer als Männchen. Der Kopf ist durch schmale ovale Ohren, große Augen und kurze rohrförmige Nasenöffnungen gekennzeichnet. Beim hellbraunen und weichen Fell sind die Haare nahe der Wurzel grau gefärbt. Die Oberseite ist nur leicht dunkler als die Unterseite. Die längsten Haare befinden sich auf der Kehle.
Die Temminck-Altwelt-Fruchtfledermaus hat braune Flughäute mit einer gut entwickelten Schwanzflughaut. Sie besitzt einen kurzen Fersensporn (Calcar) und eine Kralle am zweiten Finger. Auf jeder Seite des Oberkiefers sind die zwei Schneidezähne lang und schmal, der Eckzahn recht klein und die drei Prämolaren sowie der molare Zahn sind klein bis mittelgroß. Im Unterkiefer hat die Art pro Seite einen winzigen Schneidezahn, einen kleinen Eckzahn, drei Prämolaren und zwei molare Zähne, wobei der erste Prämolar und der zweite Molar stiftförmig sind.

## Verbreitung
Dieser Flughund lebt hauptsächlich im südlichen Teil der Malaiischen Halbinsel, im Westen Sumatras und auf Borneo. Vermutlich zählt eine Population im Nordosten Indiens zu dieser Art. Die Temminck-Altwelt-Fruchtfledermaus hält sich im Tiefland und in Gebirgen zwischen 100 und 3000 Meter Höhe auf. Sie bewohnt immergrüne Wälder und andere Waldflächen.

## Lebensweise
Die Art frisst vorwiegend Früchte von Bäumen mit einem reichhaltigen Angebot. Dazu zählen Pflanzen der Gattung Elaeocarpus, Ficus magnoliifolia und Ficus globosa, Kirschmyrten, Strombosia javanica, Pellacalyx saccardianus, Vertreter der Gattung Prunus sowie Palaquium obovatum. In den Kronen der Bäume fressen mehrere Individuen der Art und andere Flughunde gemeinsam. Wenn das Nahrungsangebot abnimmt, ziehen die Tiere weiter. Die Ruheplätze liegen im dichten Blattwerk anderer Bäume in der Nähe.
Im Februar konnten die meisten trächtigen Weibchen registriert werden. Weitere Weibchen waren zwischen März und Juni trächtig. Im November trugen mehrere Weibchen ein Jungtier mit sich.

## Gefährdung
Obwohl in einigen Gebieten Waldrodungen vorkommen, stellen diese keine Bedrohung für den Bestand der Art dar. Da die Gesamtpopulation als stabil gilt wird die Temminck-Altwelt-Fruchtfledermaus als „nicht gefährdet“ (least concern) gelistet.